# امیر عبدالحمید
امیر عبدالحمید (عربی: أمير عبد الحميد؛ زادهٔ ۲۴ آوریل ۱۹۷۹) یک ورزشکار اهل مصر است.
از باشگاه‌هایی که در آن بازی کرده‌است می‌توان به باشگاه ورزشی الاهلی مصر، باشگاه فوتبال المصری، و تیم ملی فوتبال مصر اشاره کرد.
وی همچنین در تیم ملی فوتبال مصر بازی کرده است.